# 村山又芳
村山 又芳（むらやま またよし、1912年11月13日 - 1945年5月）は、日本の競泳・ボート競技選手。1932年ロサンゼルスオリンピックにボート競技の代表選手として出場した。

## 来歴
埼玉県秩父郡野上村（現・長瀞町）に生まれる。旧制野上小学、旧制熊谷中学を経て、慶應義塾大学に進学した。1929年、第5回明治神宮競技大会の水泳大会に出場した。慶應義塾大学ではボート部に所属し、数多の大会で優勝する。また、1932年ロサンゼルスオリンピックでは、ボートかじ付きフォアの日本代表に選ばれる。かじ付きフォア日本代表は、敗者復活戦で敗退する。
1936年3月に慶應義塾大学経済学部を卒業した。
1945年5月に死去した。それに関しては「戦没オリンピアン」として扱われるケースが複数あるが、広島市立大学名誉教授の曾根幹子の調査によれば、1982年に当時日本オリンピック委員会委員だった大島鎌吉が作成した戦没オリンピアン名簿では「20.5（昭和20年5月）日本で病死」と記載されており、慶應義塾大学の作成した戦没者名簿にも名前が掲載されていない。
1984年当時は、姉（当時77歳）が埼玉県に在住していた。